# Panuozzo

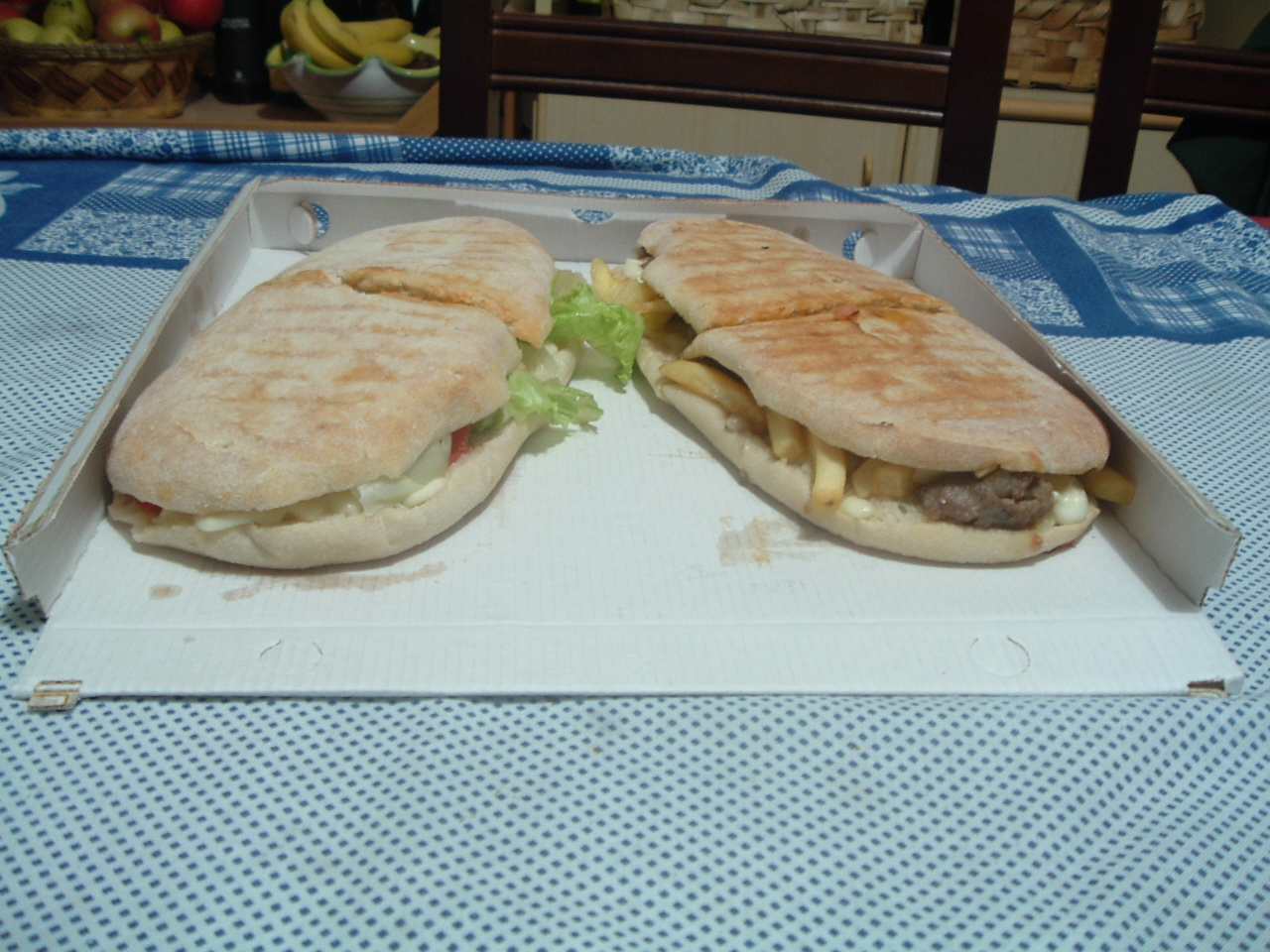
Un par de panuozzi recién horneados.

El panuozzo es un plato típico tradicional de la región de Campania, producido en Gragnano (Nápoles), Italia.
En un tipo de panino hecho cociendo masa de pizza, que se prepara en dos etapas. La primera parte de la cocción es muy breve y sirve para hacer la masa lo suficientemente dura como para poder dividirla en dos y rellenarla, mientras la segunda parte consiste en la cocción del sándwich completo, incluyendo los ingredientes que no deben servirse crudos. Respecto al relleno, es parecido al de la pizza, en el sentido de que los ingredientes varían ampliamente al gusto.